# The Brobecks
The Brobecks fue una banda de indie rock que durante sus últimos años fue el proyecto solista del cantante y compositor Dallon Weekes.
Formada en Clearfield (Utah) en el año 2003 por Dallon Weekes (bajo, vocalista), Michael Gross (guitarra, vocalista), Scott Jones (guitarra, vocalista) y Matt Glass (batería). La banda en ese mismo año grabó el que debería haber sido su álbum debut, The 4th of JuLive, pero no lo fue porque Scott Jones dejó la banda y se llevó consigo las canciones que había escrito y cantado.
Tras su marcha, el grupo reclutó a Casey Durrans para ocupar el puesto de Jones y a Bryan Szymanski como pianista. Con estos dos nuevos integrantes, la banda pudo finalmente grabar y publicar su primer álbum, Understanding The Brobecks. Sin embargo, en 2004, Casey Durrans dejó la banda. A día de hoy aún se desconocen los detalles, aunque el 8 de junio de 2004 Dallon comentó que las razones no debían trascender al tratarse de asuntos muy personales.
Continuando sin Casey Durrans, la banda grabó y publicó su segundo álbum, Happiest Nuclear Winter, en enero de 2005. En junio de ese mismo año, Bryan Szymanski y Matt Glass dejaron la banda. El 28 de junio de 2015, se publicó en su página una entrada explicando que esto es debido a que ambos buscaban seguir con otras cosas, y casi un mes después, el 6 de junio 2015, se haría otra entrada anunciando la entrada de Nate Leslie y Dave Chilshom la banda, tomando el lugar de Matt Glass y Bryan Szymanski respectivamente.
Con esta alineación la banda grabó y publicó su tercer álbum, Goodnight, And Have a Pleasant Tomorrow, en abril de 2006.
En 2007, Michael, Nate y Dave dejaron la banda a lo que, Dallon quedó como único integrante de la alineación original. Luego, Dallon reclutó a Drew Davidson y a Casey Crescenzo para grabar y publicar el cuarto y último álbum de la banda, Violent Things, en abril de 2009.

## Historia

### Formación yThe 4th of JuLive(1996-2003)
1000 West fue una banda formada en 1996 por Scott Jones, Dallon Weekes, Matt Glass y Cory Rowley. Se desconoce exactamente cuantos álbumes o canciones esta banda grabo y público, aunque actualmente se sabe de la existencia de dos álbumes, Home Made y From The Moon To Madagascar. Estos dos álbumes tienen una canción en común, «School Bell», que luego fue modificada para convertirse en «Monday Morning» en el álbum Understanding The Brobecks.
Cuando 1000 West evoluciono a The Brobecks, empezó la grabación de su álbum debut, The 4th of JuLive, aunque antes de que este se publique, Scott Jones decide dejar la banda. Esto fue anunciado el 14 de julio de 2003 mediante la página web de la banda, y Scott al dejar la banda, se llevó consigo las canciones que había escrito y cantado del álbum. Luego de esto, los demás miembros decidieron desechar este álbum.

### Understanding The Brobecks (2003-2004)
En la misma publicación que se anunciaba la partida de Scott Jones, también se anuncia que la banda recluto a Bryan Szymanski como pianista y a Casey Durrans para ocupar el puesto de Scott. Estos pasarían a ser miembros oficiales en agosto del 2003. Unas semanas más tarde, en septiembre de 2003, la banda decidió que ya era tiempo de empezar a grabar su primer álbum. Luego de grabar tres canciones, se dieron cuenta de que el proceso iba a ser más largo de lo que se creía, así que, para preparar a sus fans y darles algo para ir escuchando la banda lanzaría su primer EP, llamado Understanding The Brobecks Step 1: (EP).
A mediados de septiembre de ese mismo año, la banda ya había terminado de grabar el álbum, pero, tan solo contarían con una o dos semanas para mezclarlo. Su discográfica de ese entonces, Shoshin Productions, ya había decidido una fecha de salida para este álbum y al recibir las grabaciones, una semana antes de la salida oficial del álbum se le entregó una copia a la banda para ver el trabajo ya finalizado. La banda se sintió frustrada al darse cuenta de que los CD no eran de calidad profesional, eran simplemente CD-R con una pegatina encima, y que la impresión del arte tampoco era de gran calidad.
El álbum debut Understanding The Brobecks fue finalmente lanzado el 26 de diciembre de 2003. Tiempo después de su lanzamiento, el 13 de agosto de 2004, la banda anunció mediante su página que desde ese día toda copia de ese álbum contendría nuevas versiones de «Good Girls» y «Hey You», ya que habían sido hechas de manera apresurada para el lanzamiento del EP.

### Happiest Nuclear Winter (2004-2005)
El 14 de mayo de 2004 la banda anunció mediante una publicación en su página que la grabación del segundo álbum empezó. Y tras un mes, el 8 de junio de ese mismo año, se hizo otra publicación en la página anunciando la partida de Casey Durrans de la banda. En esta publicación se incluyeron palabras de Dallon Weekes, en las que decía lo siguiente:
«No nos malinterpreten, amamos a Casey y siempre será un amigo, nos gustaría dejar los detalles entre nosotros cinco, sin faltarle el respeto a los fans, pero es algo muy personal, y nos gustaría mostrar tanto respeto a Casey como sea posible. Lo amamos y amamos a aquellos que se consideren fans, y le deseamos toda la suerte del mundo.»
El proceso de grabación siguió sin Casey, ⁣y a lo largo de este, Matt Glass mantenía actualizado a los fans sobre este proceso mediante una sección en la página de la banda. El 2 de diciembre de 2004, se publicó la última entrada que anunciaba la finalización del proceso de grabación y mezcla.
Finalmente, el 22 de enero de 2005, el álbum fue lanzado al público de manera digital y física en sus conciertos. La banda siguió dando conciertos después de la salida del álbum de manera normal hasta que, el 28 de junio de ese mismo año, se publicó una entrada que anunciaba la salida de Bryan Szymanski y Matt Glass de la banda. Luego de una semana y unos días, se hizo otra anunciando que Nate Leslie y Dave Chisholm entraron en la banda, tomando el lugar de Matt y Bryan respectivamente.

### Goodnight, and Have A Pleasant Tomorrow (2005-2007)
Luego de que Nate y Dave entraran en la banda, el 19 de julio de 2005, se hizo una entrada en la página de la banda diciendo que se encuentran grabando material nuevo. Sería desconocido que es lo que se estaba grabando hasta el 25 de diciembre de ese mismo año, que se hizo otra entrada anunciando que en la segunda semana de enero del siguiente año la banda ira a un estudio para iniciar la grabación de su nuevo álbum.
Se sabe muy poco sobre el proceso de grabación de este álbum, ya que a diferencia de los anteriores, los miembros no hacían entradas en su página para ir demostrando el progreso. El 1 de mayo de 2006 el álbum se publicó por primera vez en CDbaby.com, y luego en octubre de ese mismo año, fue lanzado en iTunes y también por medio de streaming en su página.
Durante esta etapa Jon Siebels, miembro de eve 6, grabó dos canciones de la banda, «Aeroplanes» (escrita por Dave Chisholm y cantada por Dallon Weekes) y «March 2» (escrita y cantada por Michael Gross). Estas canciones no fueron lanzadas de manera oficial, pero una de ellas, «March 2», fue interpretada en vivo en el concierto del The Roxy Theater en 2007. El 7 de enero de 2018, Michael Gross lanzo estas dos grabaciones por Twitter.
En algún momento de 2007, Michael Gross, Dave Chisholm y Nate Leslie dejaron la banda, dejando a Dallon Weekes como único miembro.

### Violent Things(2007-2020)
Después de haberse quedado solo, Dallon Weekes grabó y publicó en 2007 un nuevo EP, llamado Small Cuts EP. Dallon considera este EP como un conjunto de demos tempranos que serían regrabadas luego para el siguiente álbum con la excepción de una sola canción, «Don't Like You Anymore».
Al igual que el álbum pasado se desconoce mucho del proceso de grabación de Violent Things. En 2008, Dallon reclutó a Drew Davidson y a Casey Crescenzo para grabar un nuevo álbum. La grabación tomó lugar en el estudio de Casey Crescenzo y fue producido por el mismo. Para dar una vista previa de este álbum, se lanzó un nuevo EP llamado I Will, Tonight EP. Las primeras tres canciones son canciones que fueron incluidas en Violent Things, y las siguientes dos son exclusivas de este EP.
El 25 de abril de 2009, The Brobecks lanzó su último álbum llamado Violent Things. Este álbum solo contiene canciones escritas y cantadas por Dallon Weekes, a diferencia de los álbumes pasados que compartía canciones con Michael Gross. Dallon aclara que ama este álbum, pero debido a las limitaciones de tiempo y dinero no pudo terminar este álbum por completo.
Luego del lanzamiento de Violent Things, The Brobecks quedó en segundo plano, ya que Dallon Weekes fue contratado por Panic! At The Disco para tocar el bajo. En 2010, Dallon grabo junto a Matt Glass (exmiembro de la banda), Ian Crawford y Brendon Urie (miembros de Panic! At The Disco) un cover de «Skid Row (Downtown)» de Little Shop of Horrors y fue publicada en la página DoesItHaveToBeHuman.com y posteriormente en el Bandcamp de la banda. Ese mismo año, también lanzaría en iTunes un EP llamado Your Mother Should Know EP #1, que contenía las canciones «Boring (Too Fast/Too Forious Version)» (antes simplemente llamado «Boring») del Small Cuts EP, «I'll Break Your Arm» del álbum Goodnight, and Have A Pleasant Tomorrow, y «A Letter» del álbum Happiest Nuclear Winter. Lo que tienen en común estas canciones es que fueron escritas y cantadas (con la excepción de «A Letter») por Dallon Weekes.
En 2011, Dallon tuvo la oportunidad de grabar algunas canciones en un estudio en California. Una de las canciones grabadas fue «Visitation Of The Ghost». Esta versión de la canción fue incluida como canción adicional titulada «Visitation of the Ghost (2011 Fancy Studio Version)» en la edición de Violent Things publicada en el Bandcamp de Dallon Weekes. A finales de 2020 esta versión de «Visitation Of The Ghost» fue retirada del Bandcamp de Dallon y no se encuentra disponible actualmente.
En 2012, se lanzaria el sencillo «Christmas Drag» en su Bandcamp. Este mismo año, durante la grabación de Too Weird to Live, Too Rare to Die!, Dallon contribuía de manera creativa en Panic! At The Disco. Una de las cosas que contribuyó, pero que no quedó en el álbum final fue la cancion «Cluster Hug». Dallon grabaría junto a Matt Glass, Ian Crawford y Augustine Rampolla esta canción para lanzarla junto con otra canción llamada «Anyone I Know» bajo el nombre de The Brobecks en el EP titulado Quiet Title EP. Este EP fue retirado de su Bandcamp en 2020, ya que la nueva banda de Dallon, I DON'T KNOW HOW BUT THEY FOUND ME, grabaría «Cluster Hug» para su álbum debut RAZZMATAZZ.
The Brobecks seguiría dando conciertos hasta el 4 de mayo de 2013, fecha de su último concierto. Si bien Quiet Title EP sería el último contenido oficial lanzado por The Brobecks, luego se harían varios relanzamientos de Violent Things.
Violent Things fue relanzado por medio de CD en 2013, 2019 y 2021. Lo que tenían en común estos relanzamientos es que era una edición llamada Violent Thigs REISSUE, que incluía como dos nuevas canciones las que se encontraban en el Quiet Title EP, haciendo estos relanzamientos la única manera de adquirir de manera legal las canciones de ese EP.
En 2018 se filtró en la plataforma SoundCloud una canción de la banda llamada «Far Too Young to Die». Se descubrió que esta canción, y la canción con el mismo nombre del álbum Too Weird to Live, Too Rare to Die! de Panic! At The Disco se originaba de la canción «Monday Morning» del álbum Understanding The Brobecks, que a su vez se originaba de la canción «School Bell» de los álbumes Home Made y From The Moon To Madagascar de 1000 West.
En 2020 también hubo un relanzamiento de Violent Things, esta vez en formato de disco de vinilo. La diferencia con los demás relanzamientos además del formato es que este era la edición normal del álbum, es decir, no incluía las canciones del Quiet Title EP. Pero, este venía con un sencillo de 7 pulgadas el cual contenía la canción «Boring» de Violent Things de un lado, y del otro lado la versión de «Boring» del Small Cuts EP.
Si bien de manera oficial la banda no ha sacado más material, se han descubierto y publicado canciones que no habían sido lanzadas oficialmente en el pasado. Empezando con el que debería haber sido su álbum debut, The 4th of JuLive, se conocía muy poco acerca de este álbum además de haber tenido una sección en la página de la banda. Esto se mantuvo así hasta el 4 de febrero de 2020, fecha en la que Matt Glass publicó este álbum en internet aunque sin las canciones de Scott Jones. Esto cambiaría cuando la banda The Goldeneyes, banda formada por tres de los cuatro miembros originales (Scott Jones, Michael Gross y Matt Glass), para promocionar su proyecto lanzaron mediante su Bandcamp distintas grabaciones de The Brobecks que se creían perdidas. Primero lanzarían una nueva edición del álbum The 4th of JuLive que contenía finalmente las canciones perdidas de Scott Jones, aunque en esta edición no se incluyeron las canciones de Dallon Weekes. Luego esta misma banda también lanzaría los álbumes 2003 Demos y 4-track Tape Recordings, que como su nombre indica, eran demos de The Brobecks cuando recién empezaban. De igual manera, no se incluyeron las canciones de Dallon Weekes si es que había alguna.

El 13 de noviembre de 2020 apareció de manera extraña en medios de streaming digital un nuevo EP de la banda llamado This Is Heavy! EP. Este EP contaba con cuatro canciones, dos de las ya se conocía. El EP comenzaba con «Far Too Young to Die», era la misma canción que ya se había filtrado en 2018, la segunda canción era una versión de «Love at First Sight» que no había sido lanzada públicamente, la tercera canción era «Visitation of the Ghost», esta era la versión que Dallon tenía en su Bandcamp bajo el título «Visitation of the Ghost (2011 Fancy Studio Version)», y la cuarta canción era una versión de «Second Boys Will Be First Choice» que tampoco había sido lanzada públicamente. El EP aunque fue retirado rapidamente de las plataformas en donde se encontraba, el 19 de diciembre de ese mismo año, se volvería a publicar en las mismas plataformas y ahora también en YouTube. Luego de que este EP fuera publicado otra vez, la descripción de la banda en Spotify fue modificada para incluir la siguiente nota:
«This Is Heavy» es un conjunto de demos no autorizados al público, y publicado por un tercero sin relación alguna a The Brobecks. Se eliminará en poco tiempo.

### Happiest Nuclear Winter (Remaster)y regreso (2024-Presente)[23]
En Octubre de 2024, Breezy Weekes (esposa actual de Dallon) anunciaba vía Twitter una posible reunión entre los antiguos miembros de la banda por el 20 Aniversario de su álbum Happiest Nuclear Winter. El 6 de septiembre, la tienda oficial de None You Jerk Records reabría con nuevo merchandaising oficial de la banda.  El 10 de diciembre, se publicó en el Instagram oficial de None You Jerk Records el tráiler de la versión remasterizada del álbumla cuál se encontraría por primera vez en plataformas de streaming oficiales (Spotify, Apple Music y YouTube). Ese día, se comfirmó la participación de Dallon Weekes, Mike Gross, Matt Glass y Bryan Szymanski en este. 
La publicación de la versión remasterizada estaba planeada para el 1 de enero de 2025 sin embargo, tras varios retrasos fue finalmente publicada unos días después. El 2 de enero, se anunció el trailer de "Not Dead Yet", un documental producido por Matt Glass el cuál incluiría vídeos de archivo de la realización del álbum 20 años atrás además de entrevistas exclusivas a los miembros. No existe una fecha confirmada para su lanzamiento.

## Bandas para las cuales The Brobecks fue telonero
- Phantom Planet[26]
- Fall Out Boy[26]
- 3Oh!3
- Hawthorne Heights
- The Bravery
- Ludo
- Shiny Toy Guns
- Ben Kweller
- Cold War Kids[26]
- Scary Kids Scaring Kids
- Jack's Mannequin
- Snow Patrol[26]
- The Elected[26]
- Starlight Mints[26]
- The Walkmen[26]
- Anberlin
- Jimmy Eat World
- Meg and Dia[26]
- The Ataris[26]
- The Higher[26]
- Hoobastank
- Incubus
- This Providence[26]
- Sum 41
- Lydia[26]
- Monsters Are Waiting[26]
- Walking Ashland[26]
- Everybody else[26]
- Self Against City[26]

## Miembros
| - Dallon Weekes - voz, bajo (2003-2012) | Miembros anteriores - Michael Gross: voz, guitarra (2003-2007) - Scott Jones: voz, guitarra (2003) - Matt Glass: batería, percusión (2002-2005) - Casey Durrans: guitarra (2003-2004) - Bryan Szymanski: teclados (2003-2005) - Nate Leslie: batería, percusión (2005-2007) - Dave Chisholm: teclados (2005-2007) - Drew Davidson: batería, percusión (solo para la grabación de Violent Things: 2009) - Casey Crescenzo: guitarra, teclados (solo para la grabación de Violent Things: 2009) | Miembros de gira anteriores - Josh Rheault: teclados (2008-2009) - Conner Doyle: guitarra (2008-2009) - Matt Seppi: guitarra (2008-2009) - Drew Davidson: batería, percusión (2008-2009) - Ryan Seaman: batería, percusión (2009) |

## Discografía

#### Álbumes de estudio
- 2003: Understanding the Brobecks
- 2005: Happiest Nuclear Winter
- 2006: Goodnight, And Have A Pleasant Tomorrow
- 2009: Violent Things